# St-Laurent-Notre-Dame (Gargilesse)

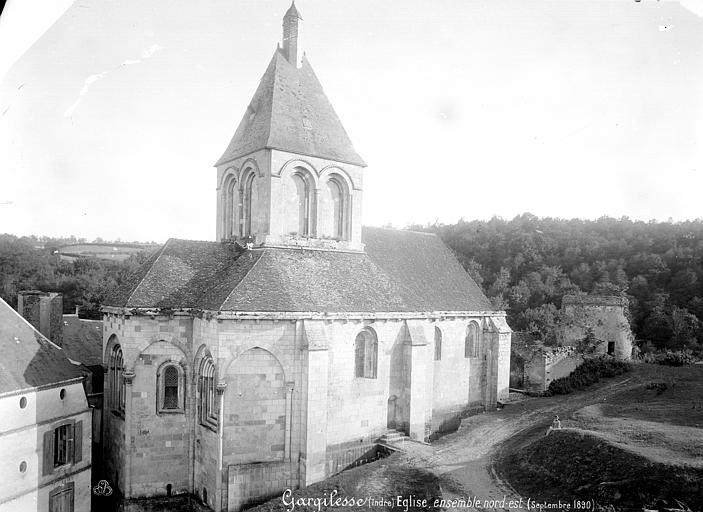
Die Kirche Saint-Laurent-et-Notre-Dame im September 1890.

Die römisch-katholische Kirche St-Laurent-et-Notre-Dame stammt aus romanischer Zeit und befindet sich in der Gemeinde Gargilesse-Dampierre im Süden des Département Indre in der Region Centre-Val de Loire. Sie gehört zur Erzbistum Bourges, zum Dekanat Val du Creuse und zur Pfarrei Éguzon-Orsennes. Seit 1840 ist sie als Monument historique klassifiziert.

## Geschichtliches

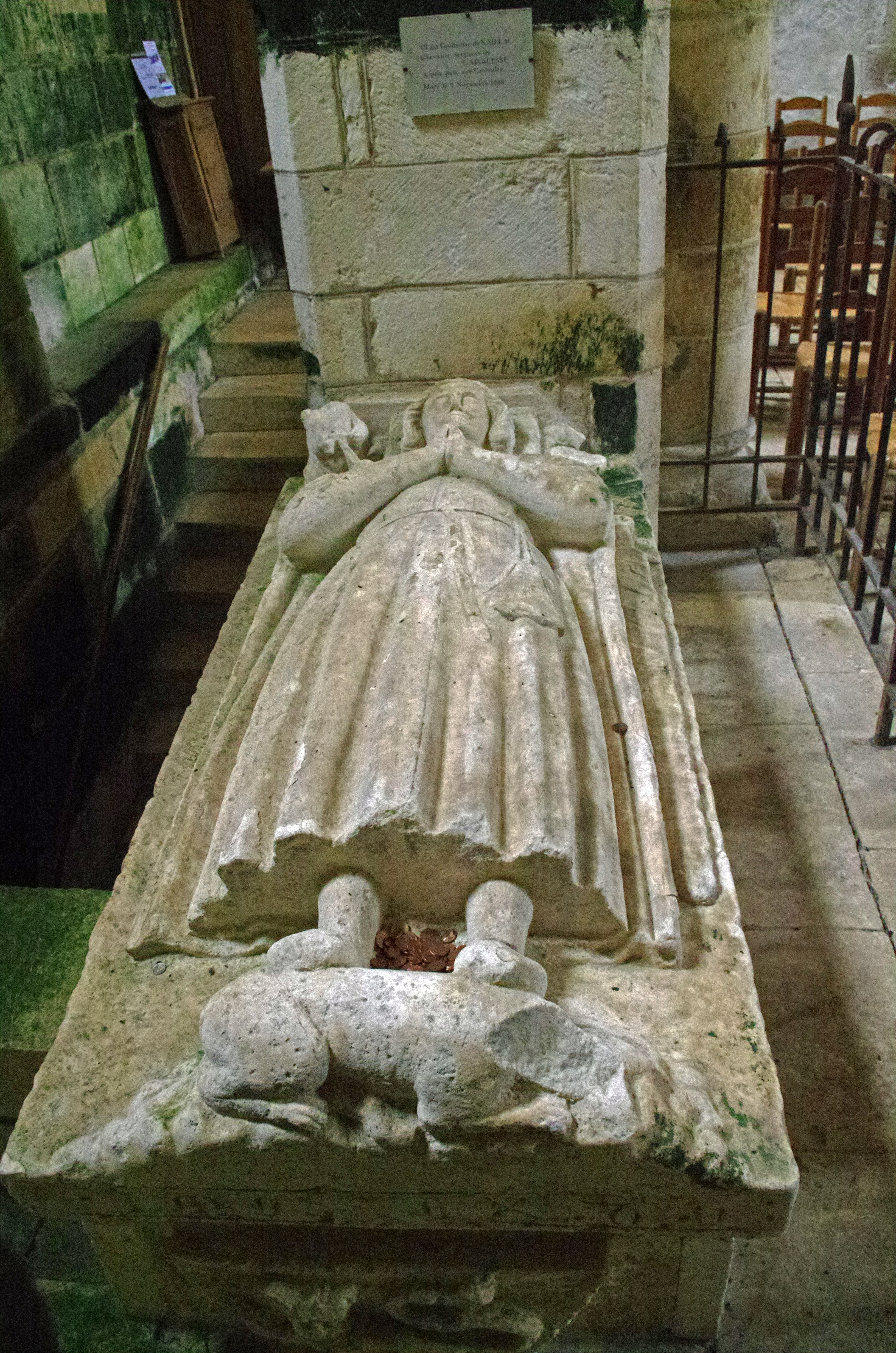
Sarkophag des Kreuz-fahrers Guillaume de Naillac († 1266)

Zur Geschichte der Kirche Notre-Dame-de-Gargilesse ist nur wenig bekannt. Von der Geschichte der Familie der Herren von Gargilesse wissen wir mehr dank der Recherchen von Eugène Hubert, der die ersten Spuren dieser Familie im 10. Jahrhundert entdeckt hat.
In der Mitte des 12. Jahrhunderts brach Hugo I. de Naillac, Herr von Naillac, von Le Blanc und durch Heirat auch von Gargilesse mit einem Gefolge aus dem Berry nach Jerusalem auf. 1187 schließt er einen Vergleich mit André de Chauvigny, Großcousin von Richard Löwenherz, und huldigt ihm mit seinem Schloss und mit Gargilesse.
Die Kirche Notre-Dame war damals die Schlosskapelle und wurde von Kanonikern des hl. Augustinus betreut. Sie befand sich innerhalb der Burgmauern und war über die Krypta ebenerdig mit dem Schloss verbunden. Das Schloss wurde 1650 von königlichen Truppen zerstört, was das Verschwinden der westlichen Joche des Kirchenschiffs erklären könnte. Die Pfarrkirche St-Laurent befand sich am Fuße des Burghügels. 1786 wurde die Pfarrei aufgelöst und die Kirche St-Laurent-et-Notre-Dame wurde zur alleinigen Pfarrkirche unter dem doppelten Patrozinium.
Nach den Angaben der Base Mérimée wurde die Kirche im 11. Jahrhundert erbaut. Die archäologischen Befunde und stilistische Vergleiche ordnen die Kirche vielmehr ins zweite Drittel des 12. Jahrhunderts ein, der Bau könnte jedoch in zwei Phasen erfolgt sein, wobei zuerst der Chor und das Querschiff erstellt wurden, später erst dann das Langhaus.
Immer zu Ehren Unserer Lieben Frau geweiht, liegt der Ursprung der Kirche von Gargilesse im 12. Jahrhundert als Hugo I. de Naillac, Herr von Gargilesse den Einwohner der Pfarrei Le Pin anlässlich der Grundlegung der Kirche Notre-Dame eine Urkunde ausstellte. Er baute die Kirche zur Verehrung einer Statue der Jungfrau Maria, die er von einem Mönch in Konstantinopel erhalten hatte und der er eine beschützende Wirkung während Kämpfen im Heiligen Land zuschrieb. Eine zu Ehren des Laurentius von Rom geweihte Kirche könnte bereits vorher am linken Ufer des Flüsschens Gargilesse existiert haben.
Die Kirche besitzt ein bemerkenswertes Ensemble romanischer Kapitelle, ein Glasfenster, das wahrscheinlich von vor 1165 stammt und die Abbildung Christi in der Glorie, umgeben von den Evangelistensymbolen zeigt, und Wandmalereien des 13. bis 16. Jahrhunderts.
Im Februar 1849 wurden aufgrund der von Prosper Mérimée vorgelegten Anforderung Restaurierungsarbeiten unternommen. Diese ersten Arbeiten wurden vom Architekten Jules de Mérindol geleitet, der den primitiven Kirchenboden wieder freilegte, dann vom Architekten Denis Darcy (1823–1904), der die Sanierung der Krypta bewerkstelligte. Mr. Mayeux übernahm die Arbeiten an den Strebepfeilern und Gabriel Brun erneuerte die Decke.
George Sand, die vom Januar 1858 bis 1862 in Gargilesse-Dampierre lebte, schrieb über die Kirche: „Sie ist ein kleines Meisterwerk… Sie ist außen stilistisch vollkommen einheitlich und reizvoll in ihren Proportionen. Im Inneren gehen der Rundbogen und der weiche Spitzbogen eine angenehme Verbindung ein. Die Details sind geschmackvoll und von reicher Einfachheit.“

## Architektur

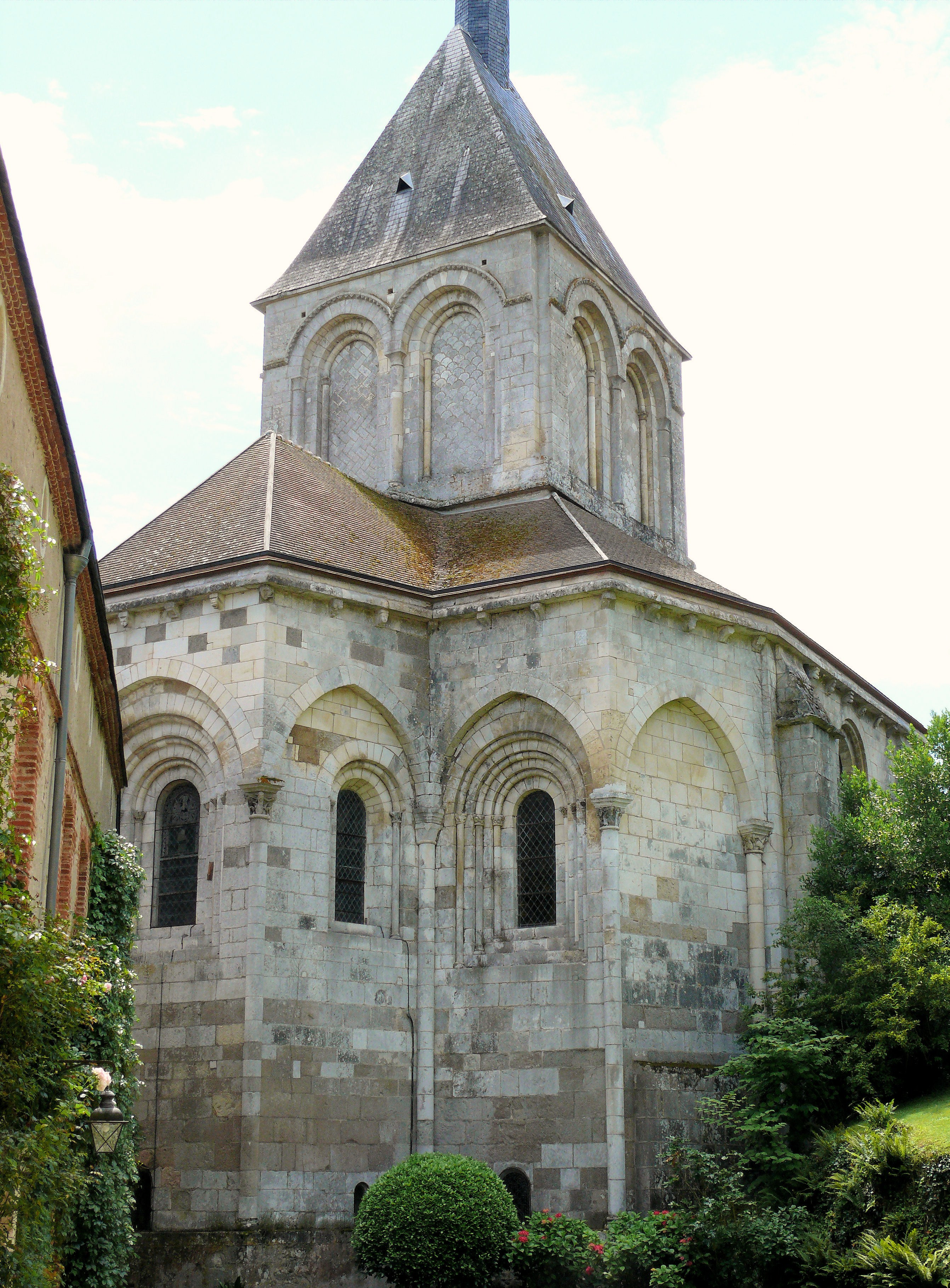
Chorhaupt, 2010.

### Chorhaupt, Querschiff und Langhaus

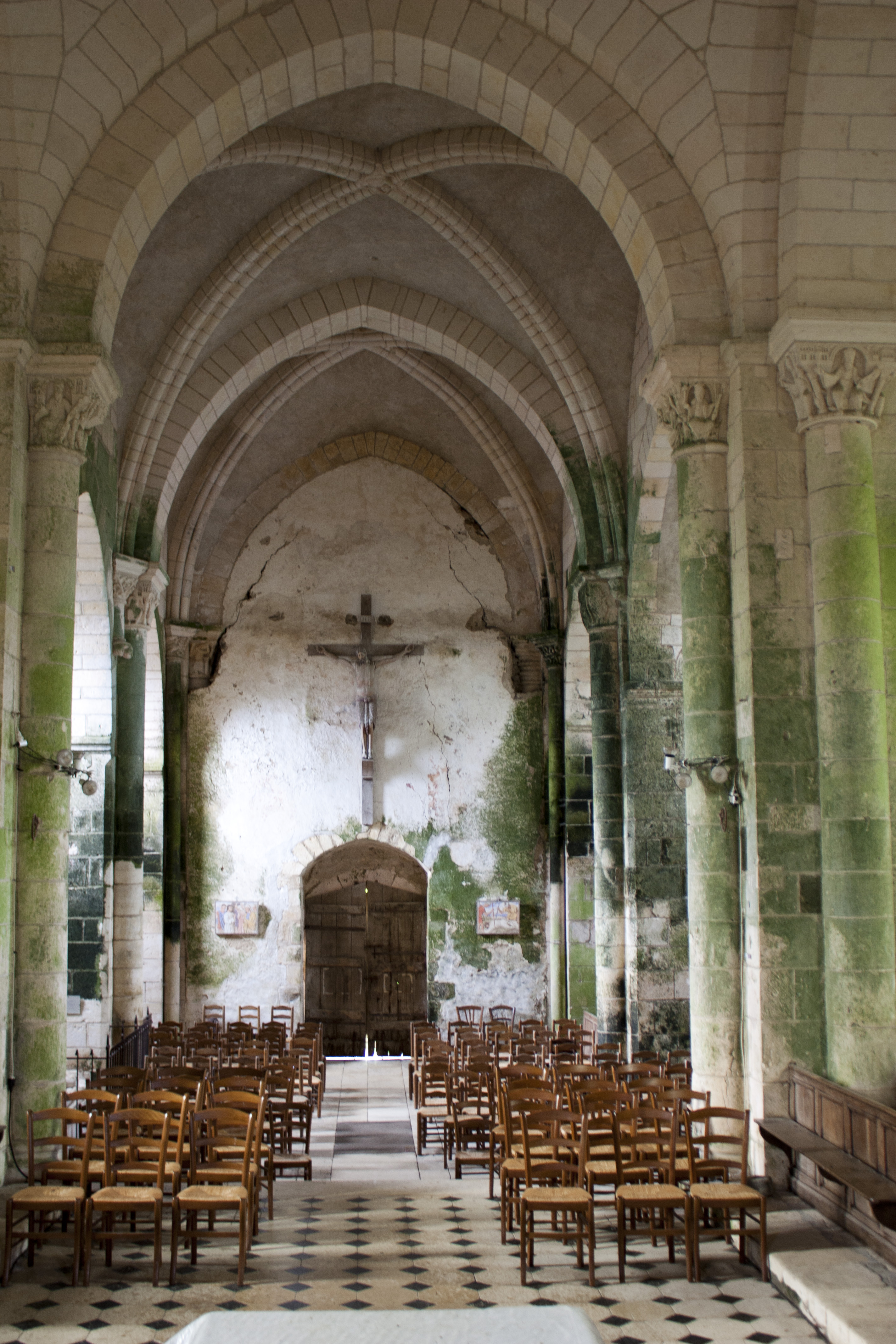
Langhaus, 2012.

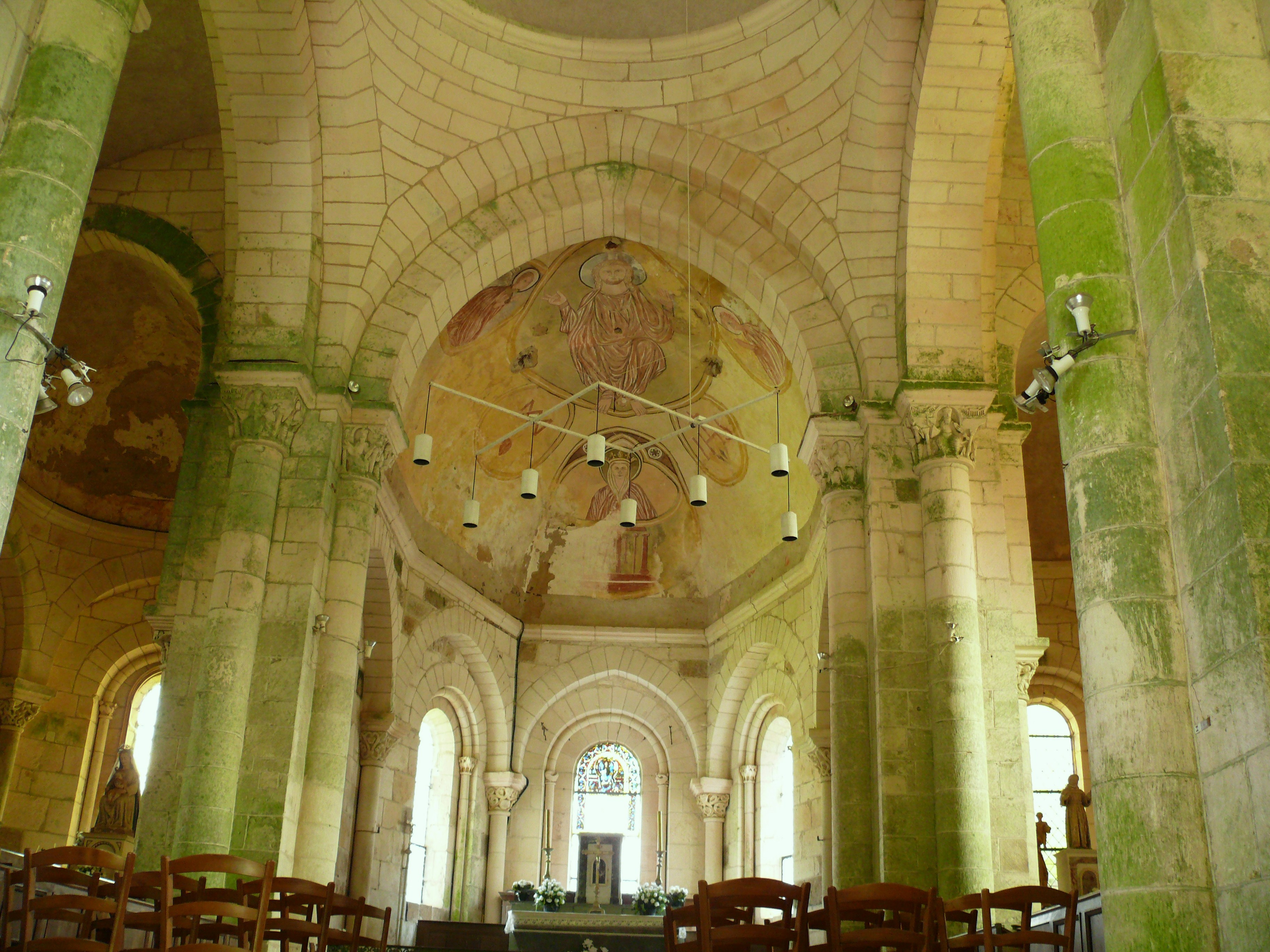
Apsis und Apsidiolen, 2010.

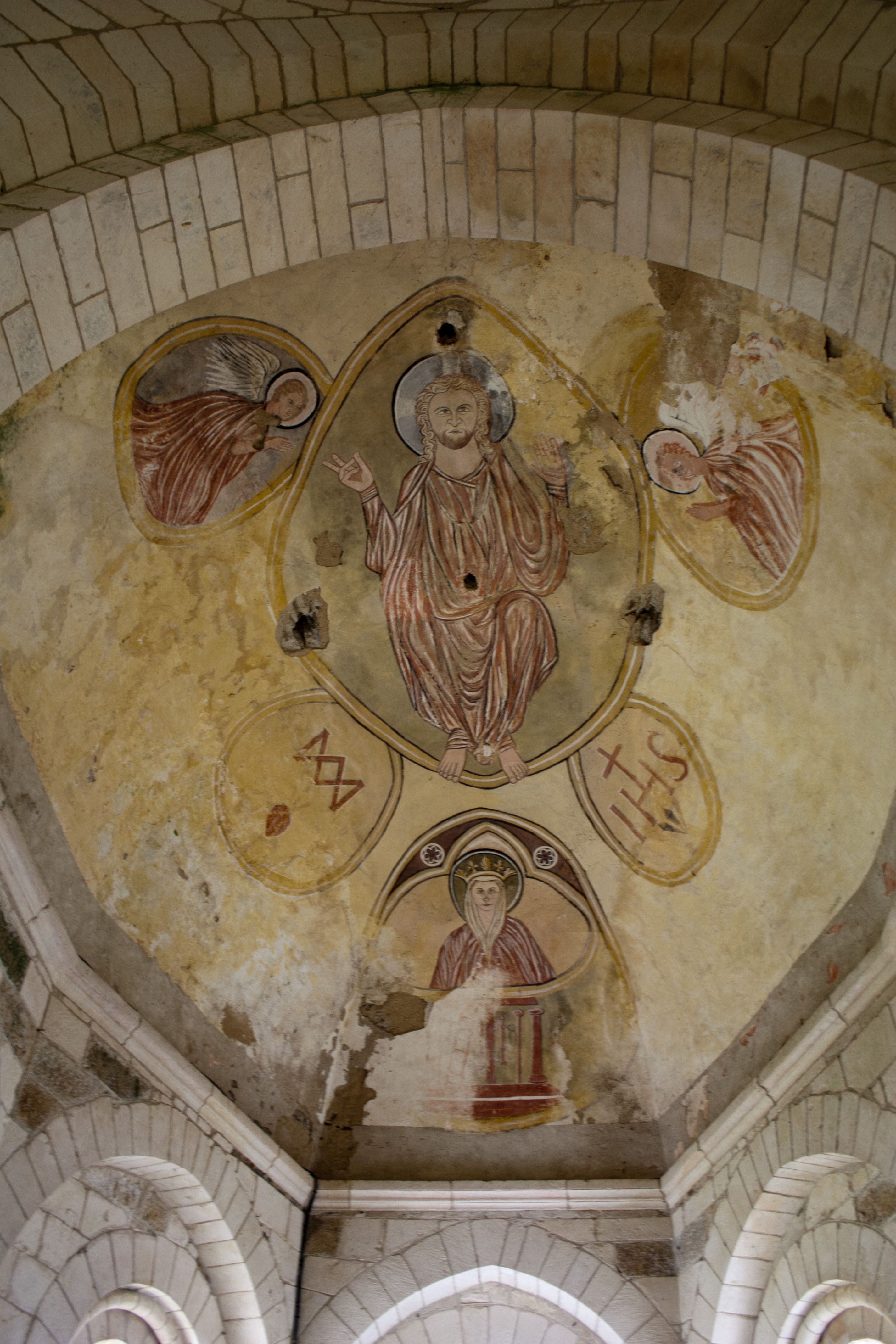
Das Chorgewölbe, 2012.

Die Kirche ist auf dem Granitboden der Creuse gegründet, jedoch aus einem Kalkstein erbaut, der aus der Gegend von Argenton-sur-Creuse herbeigeschafft wurde. Sie umfasst zwei deutlich unterschiedliche Teile, das Chorhaupt mit der Apsis und den Apsidiolen mit ihren abgeschrägten Seiten und das Langhaus, das die ersten Versuche eines Kreuzrippengewölbes zeigt.
Die Kirche Notre-Dame ist dadurch charakterisiert, dass sie eine Apsis mit polygonalen Apsidiolen besitzt, die von gebrochenen Entlastungsbögen gestützt werden, die wiederum von Säulen an den Ecken getragen werden. Dieser Typ eines Chorhaupts findet sich im Limousin auch in Bellac, Cornil oder Rosiers d’Égletons. In Souillac, La Celle-Bruère, Saint-Marcel, Lubersac und Vigeois sind die Bögen völlige Rundbögen. Die Besonderheit der Kirche von Gargilesse besteht darin, dass die beiden Apsidiolen eine gemeinsame Wand mit der Apsis besitzen, wodurch der Eindruck eines siebenseitigen Chorhaupts entsteht.
Das Querschiff ist wenig formvollendet, wird von einem Tonnengewölbe gedeckt und von einer Kuppel mit Zwickeln in der Mitte der Vierung durchbrochen. Es verbindet die verschiedenen Teile des Kirchenbaues. Vier spitzbogige Durchgänge erlauben die Bewegung um die Vierung herum und verbinden die Kapellen mit dem Chor. Diese Ausführung findet man ebenfalls in Cornil, aber auch in Les Aix-d’Angillon, in Blet und in Vereaux. Oberhalb der Vierung ist der viereckige Glockenturm mit einer doppelten Bogenreihe mit gebrochenen Archivolten verziert.
Die Mischung aus durchbrochenem Tonnen- und Rundbogengewölbe ist charakteristisch für die Mitte des 12. Jahrhunderts.
Das Langhaus besteht aus zwei Jochen. Es liegt drei Stufen tiefer als das Querschiff. Das Mittelschiff ist breiter als der Chor. Die beiden westlichen Pfeiler der Vierung zeigen Spuren eines Baustopps. Somit bezieht sich die Urkunde von Hugo II. de Naillac, in der er 1236 davon spricht, er habe den Grundstein mit eigener Hand gelegt, vielleicht auf die Fortsetzung der Bauarbeiten. Es ist möglich, dass das Kreuzrippengewölbe beim Beginn dieses Baues noch nicht vorgesehen war. Die beiden schmalen Seitenschiffe verraten den Einfluss der Architektur des Limousin.
Im südlichen Seitenschiff befindet sich die liegende Figur von Guillaume de Naillac, Herr von Gargilesse und Sohn von Hugo II. de Naillac. Die Inschrift weist darauf hin, dass er an den Kreuzzügen teilnahme und am 7. November 1266 verstarb.
Die Westfassade wurde umgestaltet und ist möglicherweise nicht mehr als ein Ersatz, nachdem ein oder mehrere weitere Langhausjoche abgetragen worden waren.

### Die romanischen Kapitelle
Das Interesse an der Kirche Saint-Laurent-et-Notre-Dame rührt von seiner bemerkenswerten Reihe von mehr als 120 romanischen Kapitellen her. In zahlreichen davon hat sich ein namentlich unbekannter Bildhauer des 12. Jahrhunderts verewigt, der als „Meister von Gargilesse“ bezeichnet wird und dem auch Kapitelle im nahe gelegenen St-Pierre in Bommiers und in der Abteikirche Notre-Dame in La Charité-sur-Loire zuzuordnen sind. Das Bildprogramm umfasst unter anderem:
- die vierundzwanzig Ältesten der Apokalypse auf den acht Kapitellen der Vierung im Querschiff ;
- die Szenen um die Geburt Jesu mit der Verkündigung, Mariä Heimsuchung, der Geburt selbst und des Zuges der Heiligen Drei Könige in der nördlichen Apsidiole ;
- den Zyklus des biblischen Buches Daniel mit Daniel in der Löwengrube, dem Propheten Habakuk und der Versuchung des Richters an den Säulen des südlichen Kreuzgewölbes.

Des Weiteren findet man die für die Epoche üblichen dekorativen Themen : fantastische Tiere wie Löwen, Zentauren oder symbolische Vogelwesen. Auch die Kapitelle des Langhauses sind mit Bildhauerarbeiten mit Rankenwerk und figürlichen Darstellungen verziert, aber in einem anderen Stil.
Dies zeigt, dass außer dem „Meister von Gargilesse“ noch weitere Bildhauer tätig gewesen sind, bei denen Verwandtschaft mit den Skulpturen der Abtei von Déols im Berry und von Vigeois im Limousin zu erkennen ist.

### Die Fresken der Krypta
Unter dem Chorhaupt und dem Querschiff liegt eine Krypta im romanischen Stil, die den Höhenunterschied des Geländes ausgleicht. Sie besitzt ebenfalls ein Querschiff und eine Apsis mit zwei Apsidiolen. Der gesamte Baukörper ist mit Fresken vom 13. Jahrhundert bis zum Übergang 15./16. Jahrhundert geschmückt, von denen ein Teil erst kürzlich freigelegt wurde. In der Apsiskalotte zeigt ein großes Fresko alle Leidenswerkzeuge Christi; diese werden begleitet von den Figuren des Auferstandenen und der Jungfrau Maria sowie den Symbolen der vier Evangelisten. Die ganze Szene spielt sich vor einem mit den Monogrammen IHS bestreuten Hintergrund ab und wird am Scheitelpunkt von der segnenden Hand Gottes, die aus einer Dornenkrone hervorgeht, gekrönt (15. Jhdt.). Am Übergang des Apsisgewölbes zur Kalotte hin befindet sich eine Darstellung des Jüngsten Gerichts: Am Kopfende ist Christus als Weltenrichter mit dem Schwert der Gerechtigkeit zwischen den Zähnen zu sehen, umgeben von die Posaunen blasenden Engeln. Rechts führt Petrus die Gerechten ins ewige Leben, links bitten Maria und Johannes der Täufer um Milde für die, die verurteilt werden sollen (15. Jhdt.). In Richtung Eingang folgen rechts die Verkündigung an Maria und der Besuch bei Elisabeth sowie der Traum Josefs, in dem ihm zur Flucht nach Ägypten geraten wird, auf der linken Seite ist die Anbetung der Heiligen Drei Könige zu sehen und darunter ein Diener, der in einer Inschrift Galopin genannt wird, der ihre Pferde hält (13. Jhdt.).
In der südlichen Apsidiole sind die Messe des Hl. Papstes Gregor I., die Hl. Margareta von Antiochia und der Hl. Franz von Assisi, wie er die Stigmata empfängt, zu sehen. Im südlichen Querschiff erkennt man einen Mönch (Hl. Bernardin von Siena?), Mariä Aufnahme in den Himmel, die Flucht nach Ägypten, den bethlehemitischen Kindermord und den Hl. Fiacrius oder Fèvre von Meaux. An der Wand des mittleren Jochs, der Apsis gegenüber, bedeckte ein Kalvarienberg die große Fläche, von dem nur noch Spuren übrig sind, nämlich die mehrerer Engel, die die Instrumente der Passion halten (Ende des 15. Jhdt.).

## Ausstattung
In der Apsis der Krypta steht die Statue der Jungfrau Maria als Verkörperung der Weisheit, „Sedes Sapientiae“, aus dem 12. oder 13. Jahrhundert. Zu ihrer lokal überlieferten Herkunftsgeschichte aus Konstantinopel, wo ja die Hagia Sophia steht, vgl. Abschnitt „Geschichtliches“.